# RPG-26
L'RPG-26  Aglen, entrato in servizio attorno al 1985, è un lanciarazzi "usa e getta" anticarro sovietico.
Molto simile al precedente RPG-22, ma caratterizzato da una granata più potente, con capacità perforante di 450mm di acciaio omogeneo, nonostante il calibro, ancora di 73mm. Esso è diverso anche come tubo di lancio, in quanto non è di tipo telescopico, ma di dimensioni fisse. Non ha avuto probabilmente la stessa diffusione del suo simile.